# 고창스포츠타운
고창스포츠타운(高敞스포츠타운, Gochang Sports Town)은 대한민국 전북특별자치도 고창군에 있는 스포츠 시설이다. 인조잔디 필드가 갖춰진 축구 경기장 2면과 야구 경기장 1면으로 구성되어 있다.

## 참고 문헌
- 《전국 공공체육 시설 현황 (2017년말 기준)》. 대한민국 문화체육관광부. 2019.